# Peyton Stearns
Peyton Stearns (Cincinnati, 8 de octubre de 2001) es una tenista profesional estadounidense.
Stearns tiene un ranking de individuales WTA más alto de su carrera, No. 43, logrado el 18 de septiembre de 2023. También tiene un ranking WTA más alto de su carrera, No. 89 en dobles, logrado el 29 de enero de 2024, el 25 de mayo de 2024 consiguió el 1er título su carrera en Rabat al ganar el WTA 250 de Marruecos.

## Títulos WTA (1; 1+0)

### Individual (1)
| Leyenda              |
| -------------------- |
| Grand Slam (0)       |
| Juegos Olímpicos (0) |
| WTA Finals (0)       |
| WTA 1000 (0)         |
| WTA 500 (0)          |
| WTA 250 (1)          |

| N.º | Fecha              | Torneo | Superficie    | Oponente en la final | Resultado |
| --- | ------------------ | ------ | ------------- | -------------------- | --------- |
| 1.  | 25 de mayo de 2024 | Rabat  | Tierra batida | Mayar Sherif         | 6-2, 6-1  |

#### Finalista (1)
| N.º | Fecha              | Torneo | Superficie    | Oponente en la final | Resultado     |
| --- | ------------------ | ------ | ------------- | -------------------- | ------------- |
| 1.  | 9 de abril de 2023 | Bogotá | Tierra batida | Tatjana Maria        | 3-6, 6-2, 4-6 |